# Hawker Tempest
El Hawker Tempest (‘tempestad’ en inglés) fue un veloz monoplano de caza que entró en servicio en la Real Fuerza Aérea Británica y combatió en la Segunda Guerra Mundial. Derivado mejorado del Hawker Typhoon, fue considerado uno de los mejores aviones del conflicto. Fueron construidos 1.702 ejemplares de los diversos modelos del Tempest.

## Desarrollo
Mientras Hawker y la RAF luchaban para convertir al Hawker Typhoon en un avión caza-interceptor eficiente, un equipo de Hawker, liderado por Sidney Camm, rediseñaba casi por completo el diseño del aeroplano en una nueva versión denominada Hawker P. 1012 (o Typhoon II). Muchos de los problemas de rendimiento del Typhoon radicaban en el ala, que era gruesa y corrugada, por lo que en marzo de 1940 un pequeño grupo de ingenieros se había apartado para empezar a investigar el –por entonces- novedoso concepto de “ala de flujo laminar” que los norteamericanos habían usado en el P-51 Mustang y generar un par de alas más eficientes para la función del nuevo diseño.
La nueva ala tenía que albergar los 4 cañones Hispano de 20 mm que estaban siendo diseñados específicamente para el Tifón. Para poder albergar el gran volumen de esas armas dentro del ala y sus 800 proyectiles, los ingenieros tuvieron que modificar el ala, extendiéndola y convirtiéndola en un ala elíptica. Además, debido al largo de estos cañones, del ala salían unas protuberancias con forma cónica que no eran más que los cañones de las armas. 
Otro aspecto importante de esta ala rediseñada era que los radiadores del nuevo motor Napier Sabre IV iban colocados en el borde alar. Esta distribución eliminó la “barba” tan característica del Tifón (el radiador iba montado en la parte inferior del morro del avión, formando una protuberancia parecida a un mentón) y mejoró la aerodinámica del avión en general, aunque desplazó los tanques de combustible que estaban colocados en ese mismo lugar en el Typhoon. Esto redujo enormemente la capacidad de combustible del nuevo diseño por lo que los ingenieros de Hawker descubrieron que podían estirar el fuselaje 53 cm y utilizar el espacio para almacenar más combustible, otorgándole al por ese entonces denominado Hawker P. 1012 un máximo de 360 galones y un radio operacional de 500 millas, casi el doble que el del Spitfire IX.
El nuevo tren de aterrizaje era más largo y más extenso para mejorar la estabilidad a la alta velocidad de aterrizaje de 180 km/h y también para permitir la utilización de una nueva hélice de 4 palas y de casi 4 m de diámetro. El tren principal también necesitaba una rueda más fina para introducirse en el ala.
El nuevo diseño ya estaba casi terminado para octubre de 1941 y el Ministerio del Aire británico emitió las especificaciones F.10/41 que habían sido escritas pensando en el nuevo avión. Un contrato inicial para la construcción de dos prototipos fue expedido en noviembre de ese mismo año. El avión fue originalmente llamado Typhoon Mark II (Tifón Modelo II) pero fue renombrado Tempest cuando fueron pedidos más prototipos con variadas configuraciones experimentales en enero de 1942. Los problemas experimentados con la entrega de los motores llevó a que el Ministerio del Aire pidiera seis prototipos con diferentes plantas propulsoras de manera que si ocurriese un retraso en la entrega de uno de los motores, hubiera otro disponible. Esta directiva originó las siguientes denominaciones: Mk I (avión HM599) con un Sabre IV, dos Mk II (LA602 y LA607) con el motor Bristol Centaurus IV, Mk III (LA610) con un Griffon IIB, un Mk IV (LA614) con un Griffon 61 y el Mk V (HM595) con un Sabre II.

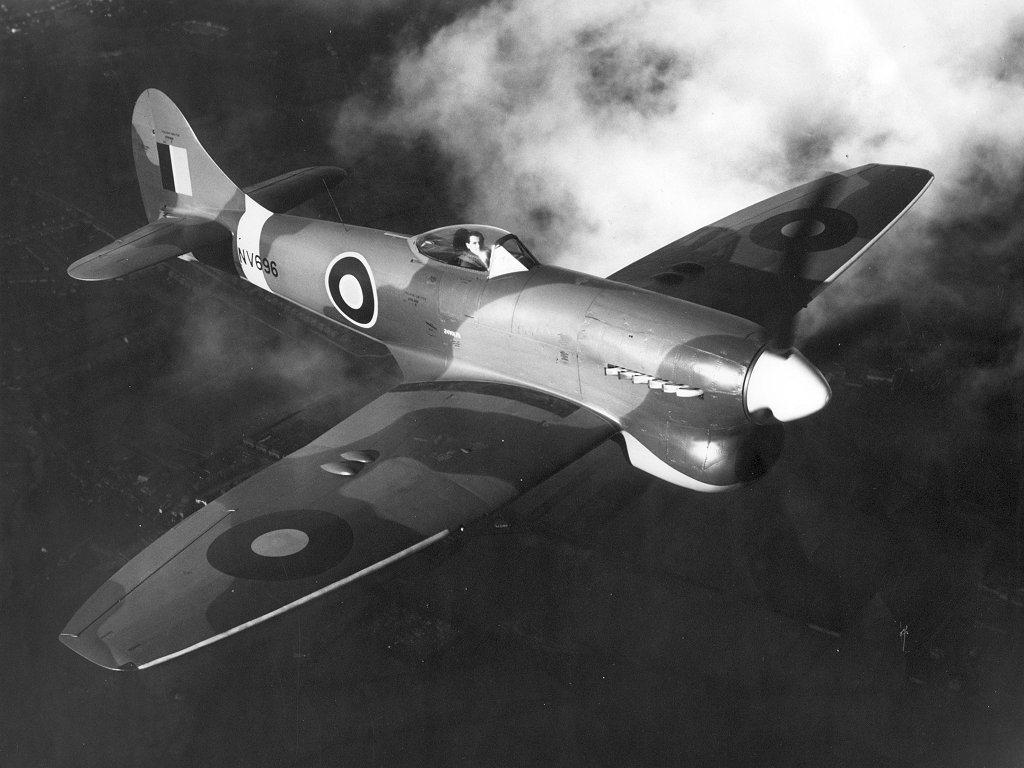
Prototipo del Tempest Mark V.

El primer prototipo del Tempest fue el Mk V, que voló el 2 de septiembre de 1942. El avión era simplemente un Typhoon con nuevas alas elípticas ya que todavía tenía la cabina que se abría como la puerta de un automóvil, el motor Sabre II y la “barba” (radiador debajo del fuselaje). El prototipo fue rápidamente reequipado con una cabina en forma de burbuja y una deriva alargada que casi duplicaba las superficies de control.
El piloto de pruebas inmediatamente descubrió la gran mejora en las prestaciones del Tempest en comparación con los Typhoon, a pesar de calificarlo como “pretty tricky to fly” (cuya traducción más aproximada podría ser que para volarlo había que conocerle las mañas). En el mes de agosto, el Ministerio del Aire había ordenado 400 Tempest pero la producción del motor Sabre IV sufrió muchos problemas y demoras por lo que el segundo prototipo, el "Tempest Mark I" no voló hasta el 24 de febrero de 1943. Este prototipo también tenía al principio la cabina y la deriva del Typhoon, aunque al eliminarle el radiador “barba” las prestaciones del Tempest Mark I mejoraron considerablemente, convirtiéndolo en el avión más rápido que Hawker había construido hasta ese entonces, alcanzando una velocidad de 750 km/h.
Sólo un Mark I fue construido ya que con la imposibilidad de conseguir motores Sabre IV para estos, Hawker simplemente comenzó a producir el "Tempest V", equipado con el Sabre II. El primero de los aviones de serie del modelo Mark V salió de la línea de montaje el 21 de junio de 1943. Los 100 primeros tenían cañones Mark II Hispano de 20 mm de cañón largo por lo que fueron denominados "Tempest V Serie I". Los aviones conocidos como "Tempest V Series II", de los que fueron fabricados unos 800 ejemplares, estaban equipados Mark V Hispano de cañón corto, que eliminaba las protuberancias cónicas que salían de las alas, provocadas por la longitud de los cañones. 
El salto del Tempest Mark I al Tempest Mark V generan una pregunta sobre que pasó con los Mark II, III y IV. El Mk. II utilizaba un motor Centaurus y fue producido en serie, aunque va a ser explicado en la próxima sección ya que cronológicamente, el Mk. V fue el primer modelo de serie del Tempest en salir de la línea de montaje. Los Mk. III y Mk. IV debían estar propulsados por diferentes variantes del motor V-12 Rolls-Royce Griffon. Fue construido un prototipo del Mk. III equipado con un Griffon 85 y que más tarde serviría de base (con las respectivas modificaciones) para ser el primer prototipo del Hawker Fury. Con respecto al Mk. IV, el programa fue cancelado en 1943

### Tempest Mark II

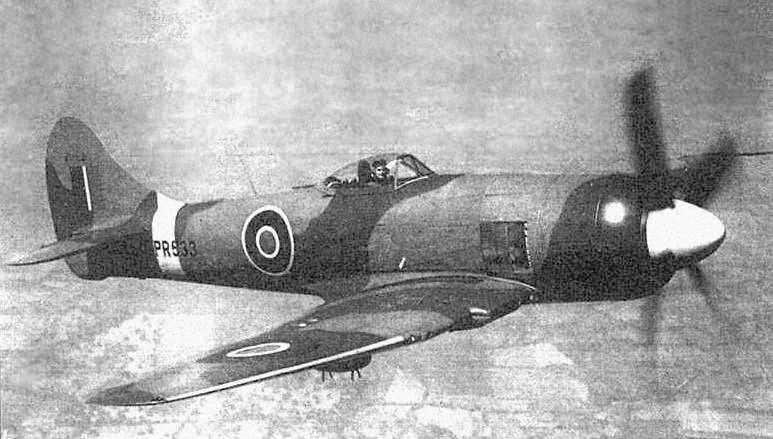
Hawker Tempest Mk. II Series 2.

Mientras Hawker estaba trabajando en la introducción del Mk. V, Sydney Camm y su equipo estaban revisando el motor radial Bristol Centaurus, incorporándolo en dos prototipos de Tempest.
El primer Tempest propulsado por un motor Centaurus, el "Tempest Mark II", voló el 28 de junio de 1943 con un Centaurus IV y fue rápidamente seguido por el segundo prototipo. La instalación del motor radial, que terminó siendo limpia y efectiva, le debía mucho a la captura, y posterior estudio, de un Focke-Wulf Fw 190 de la Luftwaffe. Existían problemas con la vibración, pero fueron solucionados con la adición de seis montajes de goma.
Por lo general, el Centaurus estaba considerado como una mejor planta propulsora, particularmente en términos de fiabilidad, y el motor Centaurus junto con la célula del Tempest resultaron ser una combinación perfecta. Esta variante era tan prometedora que se emitió un contrato por 500 aviones Mk. II en septiembre de 1942, pero Gloster (fábrica donde se montaban los Tempest) estaba sobrecargada de trabajo con la producción del Typhoon y el desarrollo del Gloster Meteor y no había manera de que la compañía pudiese con la carga adicional.
Al final, la producción del Tempest Mark II terminó llevándose a cabo en instalaciones de la compañía Bristol y este cambio demoró aún más la entrada en servicio del Mk.II. El primer Tempest II de serie salió de las líneas de montaje el 4 de octubre de 1944, pero en ese entonces la producción del modelo fue trasladada a las fábricas de Hawker. 
Fueron construidos 452 Tempest Mk. II, incluyendo 136 Mark II básicos y 316 "Fighter Bomber (FB) Mark IIs" (Mark II cazabombarderos). La gran mayoría de estos fueron construidos por Hawker y llevaban motores Centaurus V, aunque 300 fueron terminados después del fin de la guerra. A pesar de sus mejores prestaciones y su mayor confiabilidad, el Mk. II jamás entabló combate con aviones enemigos. Los Tempest II producidos durante la guerra estaban destinados a luchar contra los japoneses en Asia y hubiesen formado parte de la "Tiger Force" (fuerza tigre) pero la guerra terminó antes de que pudiesen ser desplegados
Ochenta y nueve Tempest FB II fueron traspasados de la RAF a la Fuerza Aérea de India en el año 1947 mientras que 24 fueron a parar a la Fuerza Aérea de Pakistán.

### Tempest Mark V

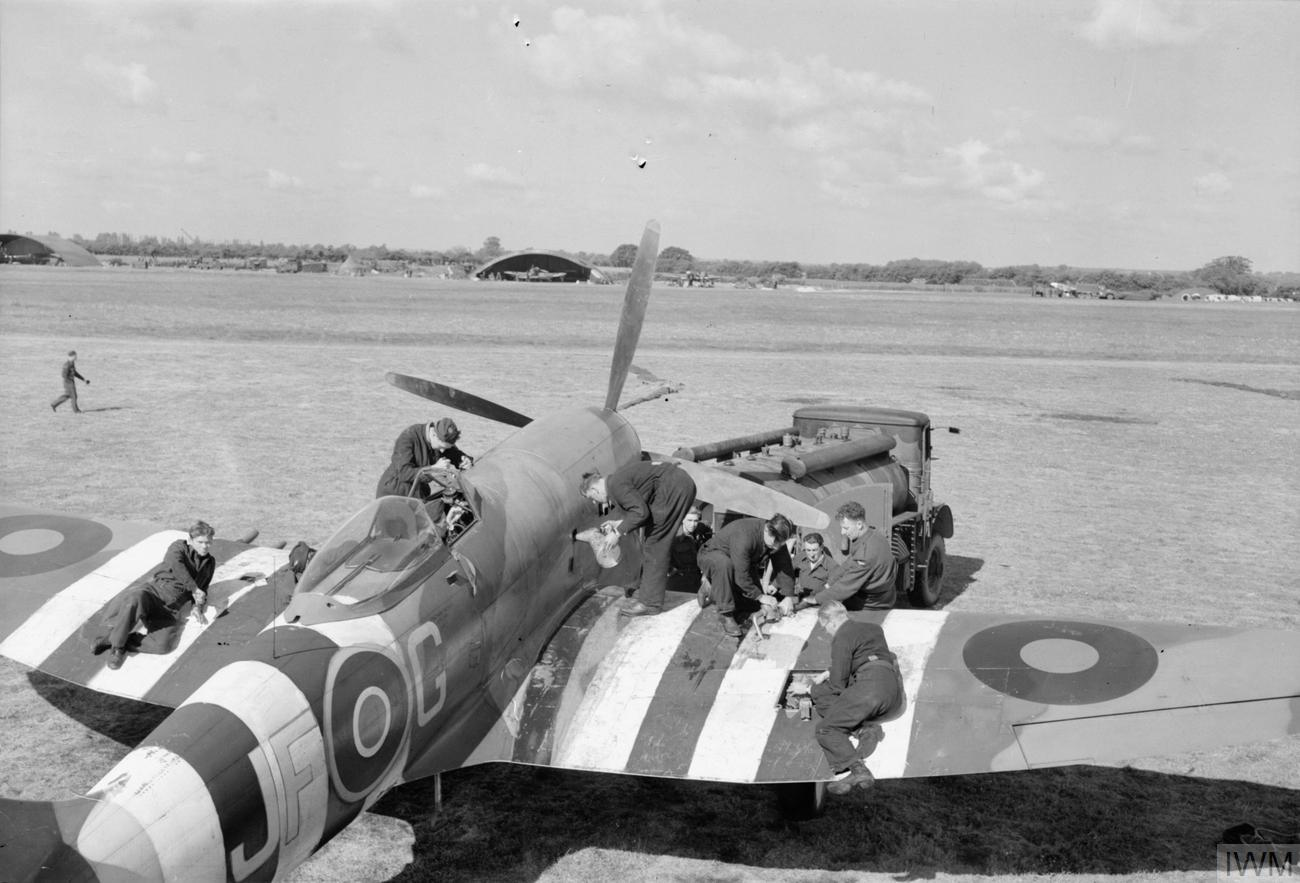
Hawker Tempest Mk V en tierra.

El Mk.V era un avión muy diferente al compararlo con el Mk.I, con muchas mejoras sobre los modelos precedentes. Este modelo recibió el motor de 24 cilindros Napier Sabre II que desarrollaba como máximo 2.050 cv. El Mk. V Serie II, además de estar armado con 4 cañones de 20 mm con 150 disparos cada uno, montaba soportes subalares que le permitían cargar hasta 908 kg de bombas, cohetes o tanques de combustible adicionales. En el Mk.V, el radiador instalado debajo del morro del avión reemplazó los refrigeradores instalados en las raíces de las alas, permitiéndole cargar más combustible por lo que externamente era muy similar al Typhoon (aunque la Serie II utilizaba cañones de cañón corto, a diferencia del Typhoon y del Tempest Mk.V Serie I). Esta extensión del depósito interno de combustible alargó el radio de acción del Mk.V hasta los 2.462 km.

### Tempest Mark VI
Numerosas mejoras de ingeniería del Tempest II fueron incorporadas en la última variante del Tempest, el "Tempest VI", que estaba equipado por un motor Sabre V de 2.340 cv. Cientos de Mk. VI fueron ordenados, aunque sólo fueron construidos 142. EL último caza con motor a pistón de la RAF en servicio fue el Tempest VI. Numerosos Mk. VI y Mk. V fueron reconvertidos a remolcadores de blancos y esta era su misión cuando fueron retirados del servicio activo en el año 1953.

## Variantes
- Typhoon Mk II : la designación original del Hawker Tempest.
- Tempest Mk I : prototipo equipado con el motor a pistón Napier Sabre IV. Sólo un avión construido.
- Tempest Mk III : prototipo equipado con el motor a pistón Rolls-Royce Griffon de Rolls-Royce Ltd.
- Tempest Mk IV : prototipo del Tempest Mk III remotorizado con un motor a pistón Rolls-Royce Griffon.
- Tempest Mk V : interceptor y caza-bombardero monoplaza, equipado con el motor Napier Sabre II.
- Tempest Mk V Series 1 : los primeros 100 ejemplares, equipados con el cañón Mark II Hispano de cañón largo.
- Tempest Mk V Series 2 : 800 ejemplares armados con 4 cañones Mark V Hispano de cañón corto.
  - Tempest TT Mk V : Mark V reconvertidos como Target Tugs (remolcador de blancos) después de la Segunda Guerra Mundial
- Tempest F Mk II : caza monoplaza, equipado con un motor radial a pistones Bristol Centaurus.
- Tempest FB Mk II : cazabombardero monoplaza con soportes subalares para bombas y cohetes.
- Tempest F Mk VI : caza monoplaza para la RAF.
- Tempest TT Mk VI : Mark VI reconvertidos como Target Tugs (remolcador) después de la Segunda Guerra Mundial

## Usuarios
- Canadá (Un Tempest V, adquirido en posguerra para pruebas)[1]
- India
- Nueva Zelanda
- Pakistán
- Reino Unido

## Historia operacional

### Tempest Mark V en combate
En abril de 1944 el Tempest Mk.V se encontraba operacional en los Escuadrones Nos.3 y 56 de la RAF, basados en Newchurch (Kent). Allí se formó la primera ala equipada con este aparato en el seno del 85.º Group, desde donde llevaban a cabo ataques al suelo a baja altura, tal cual lo hacía el Typhoon, avión que estaba siendo reemplazado a medida que la producción del Tempest se incrementaba. Sin embargo, en junio de 1944, los alemanes lanzaron sus primeras bombas volantes V-1 contra Londres y las excelentes prestaciones a baja altura del Tempest lo hicieron la herramienta preferida para lidiar con los pequeños y veloces misiles. Los escuadrones de Hawker Tempest tienen en su haber 638 V-1 derribadas, de un total de 1846 derribadas por aviones, es decir que los Tempest derribaron el 34% de las bombas volantes lanzadas contra Inglaterra por las fuerzas del Tercer Reich.
Los primeros Tempest sufrieron numerosos problemas con el motor, debido principalmente a que el combustible de 150 octanos que utilizaban era inadecuado. También tuvieron problemas con el sistema de inducción, el lubricante y la toma de aire del carburador (un simple impacto de bala podía provocar una explosión).

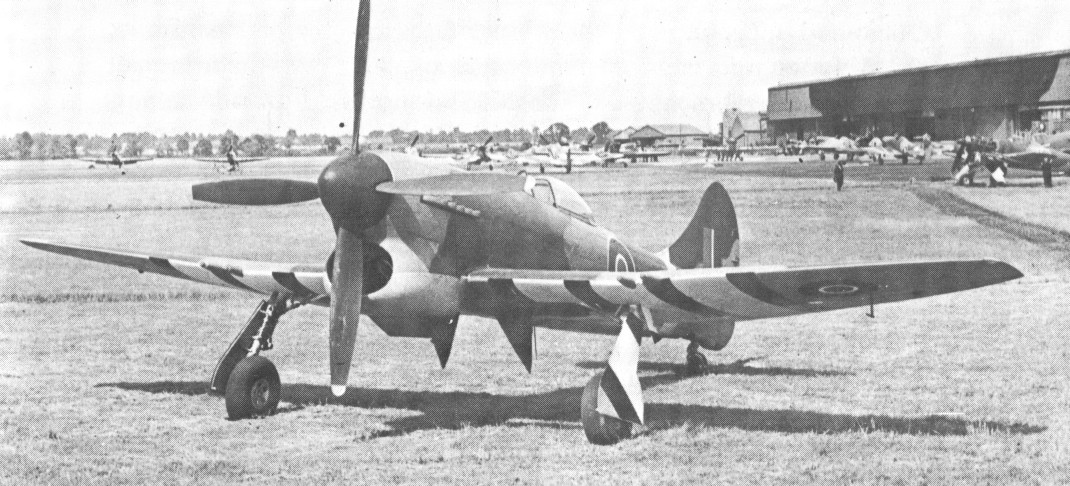
Hawker Tempest Mark V.

Los Hawker Tempest también fueron desplegados para apoyar el avance de los ejércitos Aliados por el Norte de Europa y entablaban combate con los aviones de la Luftwaffe cada vez que tenían oportunidad. Los Tempest pertenecían al Ala de caza N.º122 basada en la base aérea de Volkel, cerda de Uden, Holanda. Estaba compuesta por el Escuadrón N.º 486 de la RNZAF (Royal New Zealand Air Force, Real Fuerza Aérea de Nueva Zelanda) que era el único escuadrón equipado con Tempest que no pertenecía a la RAF, el Escuadrón N.º 56 de la RAF y el Escuadrón N.º 274 también de la RAF. En el primer mes de operaciones (diciembre de 1944) fueron derribados 52 cazas alemanes y 89 locomotoras fueron destruidas con la pérdida de 20 Tempest. Luego de la sorpresiva ofensiva aérea de la Luftwaffe del 1 de enero de 1945 (Operación Bodenplatte), el Ala 122 comenzó a realizar misiones de caza e intercepción para la 2nd Tactical Air Force (2.ª Fuerza Aérea Táctica), tomando parte en muchos combates aéreos y perdiendo 47 pilotos durante ese mes. A pesar de todo, los Tempest también se anotaron algunos derribos contra los novedosos y rápidos reactores Messerschmitt Me 262, principalmente utilizando la "rat code" (código rata, o táctica rata) que consistía en estar alerta al despegue de los aviones de reacción de la Luftwaffe y cuando éstos cruzaran el Rin, despegar y en vez de interceptarlos, patrullar el grupo de aeródromos donde éstos debían aterrizar. La idea principal era atacar a los reactores en el momento en que eran más vulnerables (cuando estaban aterrizando, a baja velocidad y con los flaps bajos), pero los alemanes respondieron creando un corredor de baterías antiaéreas, con más de 150 montajes cuádruples de 20 mm, que protegían las principales rutas de aproximación. Tras perder siete Tempest en tan solo una semana tratando de atacar aviones en el corredor antiaéreo, el "rat code" fue interrumpido.
El piloto de Tempest que más derribos consiguió fue el Líder de Escuadrón D.C. Fairbanks, un piloto norteamericano alistado en la RCAF (Royal Canadian Air Force, Real Fuerza Aérea Canadiense) en 1941. A mediados de 1944 estaba volando con el Escuadrón N.º 274. Cuando lo derribaron y lo hicieron prisionero de guerra en febrero de 1945, Fairbanks tenía en su haber 12 aviones alemanes derribados (y 1 compartido) convirtiéndolo en el mayor as del Tempest.

The Messerschmitt Me 262's most dangerous opponent was the British Hawker Tempest—extremely fast at low altitudes, highly-manoeuvrable and heavily-armed.
El rival más peligroso del Messerschmitt Me 262 era el Hawker Tempest británico, extremadamente rápido a baja altura, muy maniobrable y muy bien armado
Hubert Lange, piloto de Me 262.

## Especificaciones (Tempest Mk V Series 1)

Hawker Tempest II

### Características generales
- Tripulación: Un piloto
- Carga: 1000 kg aprox. (armas)
- Longitud: 10,3 m (33,7 ft)
- Envergadura: 12,5 m (41 ft)
- Altura: 4,9 m (16,1 ft)
- Superficie alar: 28 m² (301,4 ft²)
- Perfil alar: Ala de flujo laminar
- Peso vacío: 4195 kg (9245,8 lb)
- Peso cargado: 6190 kg (13 642,8 lb)
- Planta motriz: 1× Motor en H de 24 cilindros Napier Sabre IIB refrigerado por líquido.
  - Potencia: 1626 kW (2180 HP; 2210 CV)
- Hélices: 1× hélice de cuatro palas por motor.
- Diámetro de la hélice: casi 4 metros.

### Rendimiento
- Velocidad máxima operativa (Vno): 640 km/h (a 5600 metros).
- Alcance en combate: 2465 km (1331 nmi; 1532 mi)
- Techo de vuelo: 11 125
- Régimen de ascenso: 1.434 m/min
- Carga alar: 184,86 kg/m²
- Potencia/peso: 0,46 kg/CV

### Armamento
- Cañones: 4× cañones Mark II Hispano de 20 mm  con 150 proyectiles por arma. A partir del Tempest Mk V Series 2, 4 cañones Mark V Hispano de 20 mm con 200 proyectiles cada arma
- Bombas: 2x bombas de 227 o 454 kg.
- Cohetes: 8x cohetes RP-3 de 75 mm.

## Cultura popular

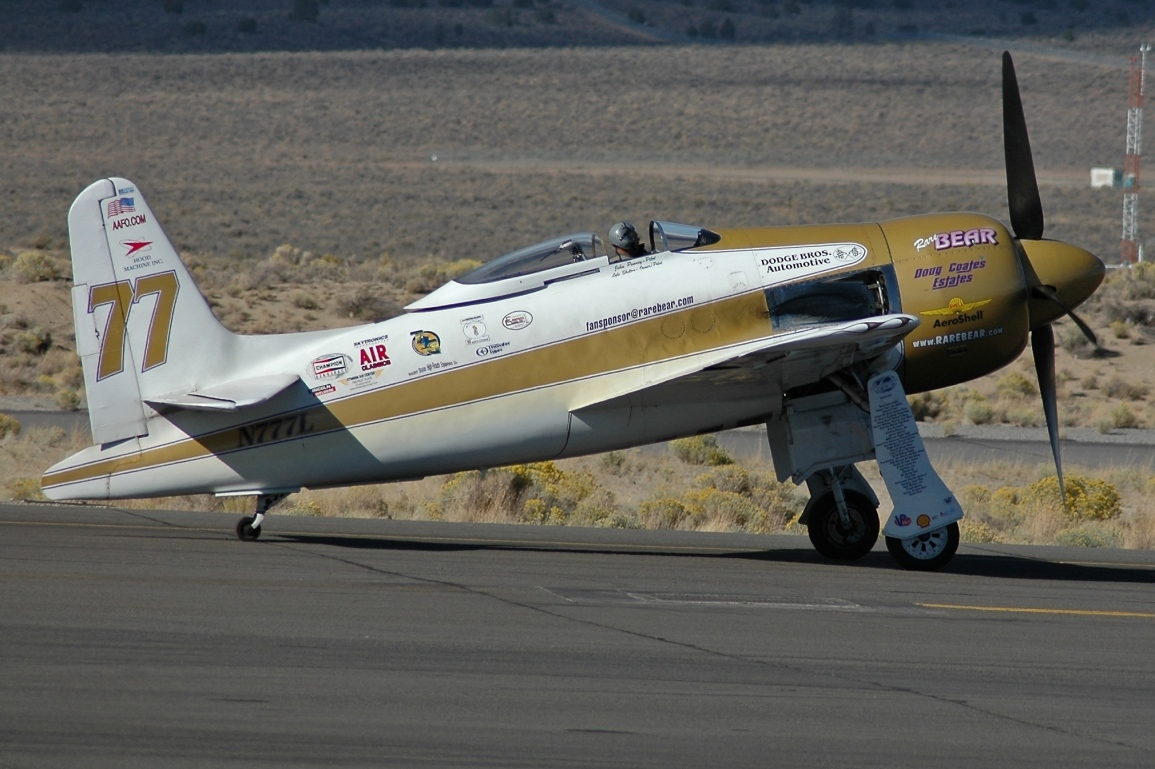
El "Rare Bear".

- En el libro «El Gran Show» del as francés Pierre Clostermann, que voló el Tempest Mk. V en el 274.º Escuadrón de la RAF y en el 3.er Escuadrón de la RAF entre 1944-45, cita que la velocidad máxima de su avión era de 780 km/h a máxima potencia del motor (2.850 CV) y 820 km/h con la potencia de emergencia (3.040 CV). Estos números, posiblemente, parecen optimistas ya que el récord mundial de velocidad para un avión a pistón lo retiene un Grumman F8F Bearcat modificado, llamado Rare Bear (Oso raro), que necesitó 4.000 CV para alcanzar los 850 km/h en 1989.

- En el videojuego War Thunder es un caza investigable en la rama del Reino Unido.

- Aparece en el videojuego Heroes of the Pacific como un avión que se puede utilizar en las misiones.

### Desarrollos relacionados
- Hawker Typhoon
- Hawker Fury/Sea Fury

### Aeronaves similares
- Supermarine Spitfire
- Focke-Wulf Fw 190
- North American P-51 Mustang
- Nakajima Ki-84
- Lavochkin La-7
- Vought F4U Corsair
- Messerschmitt Bf 109

### Listas relacionadas
- Anexo:Cazas de la Segunda Guerra Mundial